# 帕夫洛夫水庫
帕夫洛夫水庫是俄羅斯的水庫，由巴什科爾托斯坦共和國負責管轄，位於烏法河的河道上，落成於1961年，長150公里、寬1.8公里，面積116平方公里，平均水深11.7米，蓄水量1.411立方公里。